# Philocasca antennata
Philocasca antennata är en nattsländeart som först beskrevs av Banks 1900.  Philocasca antennata ingår i släktet Philocasca och familjen husmasknattsländor. Inga underarter finns listade i Catalogue of Life.